# Холланд, Уильям (издатель)
Уильям Холланд (англ. William Holland; 1757 — 1815) — британский печатник, издатель и гравёр.
В 1782 г. открыл собственную типографию на лондонской улице Друри-Лейн, в 1788 г. перебрался на Оксфорд-стрит. Специализировался на выпуске сатирических листовок, нередко политического содержания, резко критических по отношению к британским порядкам; приобрёл репутацию «якобинца». У Холланда, в частности, печатались все карикатуры Ричарда Ньютона, к которым Холланд зачастую сам сочинял подписи. В декабре 1792 года Холланд был арестован и посажен в тюрьму за публикацию одного из памфлетов Томаса Пейна.